# Gottlob Benjamin Jäsche

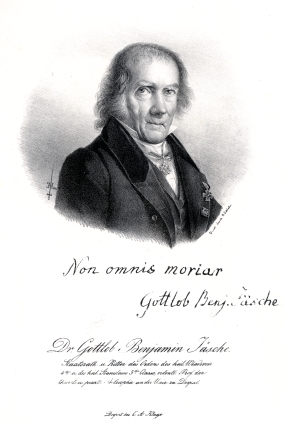
Gottlob Benjamin Jäsche (1837)

Gottlob Benjamin Jäsche (* 3. Juli 1762 in Wartenberg; † 25. August 1842 in Dorpat), auch als Jaesche und Jähsche zitiert, war ein Kant nahestehender Philosoph und ist vor allem als Herausgeber des Handbuchs zur Logik-Vorlesung Kants (sog. Jäsche-Logik, erschienen 1800) bekannt geworden.

## Leben
Als Sohn eines schlesischen Pastors und Schulrektors besuchte er nach häuslichem Unterricht das Elisabet-Gymnasium in Breslau. Nach dem Theologie-Studium in Halle (1783–1786) und verschiedenen Aufenthalten als Hauslehrer in Schlesien, als Privatdozent in Königsberg, wieder als Hauslehrer in Kurland und anderweitig in Danzig lehrte er von 1802 bis 1839 als Professor der theoretischen und praktischen Philosophie an der Universität Dorpat. 1822 wurde er zum russischen Staatsrat ernannt (Rang 5) und erhielt 1827 den Wladimir-Orden IV. Klasse. Er war sechsmal Dekan sowie auch Glied des Akademischen Gerichts und des Appellationsgerichts der Universität Dorpat.
Jäsche war ein wirksamer Vertreter des Kantianismus, lehnte Fichte, Schelling und Hegel ab. Später war er von den Lehren Jacobis und Fries beeinflusst.

## Familie
Jäsche war dreimal verheiratet. Seine erste Ehefrau war Sarah Stracker, aus Newcastle († 1808). 1809 heiratete er Minna Müthel, eine Tochter von Johann Ludwig Müthel. In dritter Ehe war er mit Annette Sahmen, einer Schwester von Gottlieb Franz Emanuel Sahmen vermählt. Zwei seiner Söhne, Georg (1815–1876) und Emanuel (1821–1907), wurden Ärzte, ein weiterer, Julius (1824–1871), war Beamter.

## Schriften
- (anon.) Ueber reinen Naturalismus und positive insonderheit christliche Religion und deren Verhältniß zur Volksaufklärung. Berlin: Königlich-Preußische Akademische Kunst- und Buchhandlung, 1790.
- (Hg.), Immanuel Kants Logik. Ein Handbuch zu Vorlesungen. Königsberg: F. Nicolovius, 1800.
- (Hg., zusammen mit Friedrich Theodor Rink), Mancherley zur Geschichte der metacritischen Invasion, nebst einem Fragment einer ältern Metacritik von Johann George Hamann, genannt der Magus in Norden, und einigen Aufsätzen, die Kantische Philosophie betreffend. Königsberg: F. Nicolovius, 1800.
- Die Philosophie des vernünftelnden Verstandes im Gegensatze gegen die Philosophie des Verstandes und der Vernunft in: K. Morgenstern’s Dörptischen Beyträgen (1813).
- Der Pantheismus nach seinen verschiedenen Hauptformen, seinem Ursprung und Fortgange, seinem speculativen und praktischen Werth und Gehalt: Ein Beitrag zur Geschichte und Kritik dieser Lehre in alter und neuer Philosophie. 3 Bde., Berlin: Reimer, 1826, 1828, 1832.
- De arctissimo disciplinarum inter se nexu. Königsberg: Hartung, 1799.
- Idee zu einer neuen systematischen Encyclopädie aller Wissenschaften. In: Niethammers Philosoph. Journal. Bd. 1, S. 327–72 (1795).
- (mit F. G. Maczewski), Versuch eines faßlichen Grundrisses der Rechts- und Pflichtenlehre beym Unterricht der reifern und gebildetern Jugend in Schulen und bey der häuslichen Erziehung. Königsberg: F. Nicolovius, 1796.
- Stimme eines Arktikers über Fichte und sein Verfahren gegen die Kantianer. (1799).
- Geschichte und Beschreibung der Feyerlichkeiten bey Gelegenheit der am 21sten und 22sten April 1802 geschehenen Eröffnung der neu angelegten Kayserlichen Universität zu Dorpat in Lievland. Dorpat: Grenzius, 1802.
- Grundlinien der Moralphilosophie (1804).
- Grundlinien zu einer Architektonik und systematischen Universal-Encyklopädie der Wissenschaften. Band 1 (M.n.e. [„Mehr nicht erschienen“][1]). Dorpat/Leipzig 1818.
- Grundlinien der Ethik oder philosophische Sittenlehre. Dorpat 1824.
- Kurze Darstellung der philosophische Religionslehre. Dorpat 1825.